# 三铌酸锂
三铌酸锂是一种无机化合物，化学式为LiNb3O8，它是锂的铌酸盐之一。它可由五氧化二铌和氢氧化锂在水中于260 °C反应制得。它是LiNb6O15F的热分解产物之一。它可用作亚甲基蓝降解的光催化剂及锂离子电池的阳极材料。